# Condrita carbonatada
Una condrita carbonàcia o condrita de tipus C és un meteorit no metàl·lic de tipus condrita.
Actualment es consideren 8 grups: CB (Bencubbinita), CH, CI, CK, CM, CO, CR i CV. Tots aquests grups es defineixen segons la composició d'aquests meteorits. Les condrites de tipus C representen només un 4.6% de les caigudes de meteorits, i inclouen alguns dels meteorits més antics coneguts.
Alguns grups de condrites carbonatades, especialment el grup CM i el CI, contenen alts percentatges (entre el 3% i el 22%) d'aigua, com també compostos orgànics. Estan compostos principalment per silicats, òxids i sulfats, mentre que són característics els minerals olivina i serpentinita i la seva composició es considera propera a la de la solar nebula des de la qual es va condensar el sistema solar. Al tenir la proporció més alta de compostos volàtils es considera que són els còndrits que s'han format més lluny del Sol. Certes condrites carbonatades contenen elements orgànics (aminoàcids). Aquest és el cas del meteorit Murchison o el meteorit Murray.